# Betable
Betable — британська компанія, яка розробляє та продає платформу для азартних ігор на гроші в соцмережах. Компанія залучила $23 млн венчурного фінансування, зокрема, від Venture51, Greylock Partners та Founders Fund.

## Історія
Компанію засновано 2008 року Крістофером Гріффіном, що відтоді є її директором. Спершу сервіс дозволяв робити ставки і розміщувати їх на центральному сайті. У липні 2010 року компанія залучила $3 млн фінансування від Atomico Ventures.
2012 року компанія змінила профіль із ставок, ставши розробляти платформи для азартних ігор. Бета-версія програми Betable API була випущена 2012 року.
У листопаді 2013 року Betable залучила $18,5 млн на раунд фінансування серії A під керівництвом Venture51.